# Alice Coffin
Alice Coffin (Toulouse, 29 de abril de 1978) é uma jornalista, feminista, ativista lésbica e política francesa. Foi eleita para o Conselho de Paris, em 2020.
Em 2020, publicou Le Génie lesbien (O Génio Lésbico). No livro, defende que as mulheres banem os homens e a cultura masculina da suas vidas.

## Controvérsia
Após a primeira volta das eleições presidenciais francesas de 2022, denunciou a "mediocridade política" dentro do Partido Verde e expressou a opinião de que o seu candidato Yannick Jadot "estragou as coisas".

## Biografia
Juntou-se ao grupo feminista "La Barbe", em 2010, e criou a Associação de jornalistas LGBT com outras colegas, em 2013.
Em junho de 2020, foi eleita para o Conselho de Paris pelo partido político verde de centro-esquerda-esquerda Grupo dos Verdes/Aliança Livre Europeia.